# Jan Kvalbert Reidinger
Jan Kvalbert Reidinger, také znám jako Joannes Gualbertus Reidinger, Johannes Gualbertus Reidinger, Johann Gualbert Reidinger (30. května 1725 Týn nad Vltavou – 4. září 1778 Praha) byl člen dominikánského řádu, doktor teologie, profesor teologie na univerzitě v Olomouci.

## Život
V roce 1741 se stal novicem a v roce 1744 složil v dominikánské klášteře v Českých Budějovicích řeholní slib. V roce 1757 byl vysvěcen na kněze, poté se postupně stal německým kazatelem v kostele u svaté Máří Magdaleny v Praze na Malé Straně, lektorem filozofie v jihlavském dominikánském klášteře, lektorem filozofie v olomouckém dominikánském klášteře a dne 21. února 1763 byl jmenován profesorem dogmatické teologie na univerzitě v Olomouci. Jeho dizertační práce byl zaměřena na učení svatého Tomáše Akvinského a v roce 1765 byla vydána knižně. Proslul teologickými hádkami s jezuity.